# Roi Léopold III (schip, 1956)
De Roi Léopold III (Koning Leopold III) was een Belgische passagiersschip dat op de Oostende-Doverlijn vaarde. Het werd gebouwd in 1956 op de Cockerill Yards in Hoboken bij Antwerpen met bouwnummer 777 en was het eerste schip van een reeks van drie pakketboten die door het Zeewezen werd besteld. 
Deze drie schepen moesten afgeleverd worden vóór de opening van de wereldtentoonstelling van Brussel in 1958. Het werd te water gelaten onder het meterschap van mevrouw Van Acker, echtgenote van Achiel Van Acker, toen eerste minister. Het schip werd gedoopt naar de inmiddels overleden Belgische vorst koning Leopold III van België. Ondanks dat koning Leopold III moest aftreden in 1950, na de Koningskwestie, ten gunste van zijn zoon koning Boudewijn I van België, werd er toch een schip naar hem genoemd. In juli 1956 werd het afgeleverd en in de vaart gebracht voor de Regie voor Maritiem Transport.
Het schip had een zwarte romp en een witte bovenbouw met een witte, bovenaan omrande zwarte, korte schoorsteen. En zoals de meeste mailboten bezat ze aan elke zijde vier reddingssloepen. Het schip had driepotige masten, een nieuw Lascroux model schouw met afzakkende top en een groot luchtrooster.
Om gewicht te sparen waren schouw, brug en A- dek volledig gebouwd in aluminium. Het was het laatste schip van de Oostende - Dover lijn dat voorzien werd van vijf houten dekken (vanwege het gewicht). Het was uitgerust tegen brand met een Sprinkler brandblussysteem. Het had een verandabar, twee restaurants, een rooksalon, een eetsalon en vier andere salons, een grote overdekte dekruimte, 18 hutten met 104 kooien. Op het achterdek en in de laadruimte was er plaats voorzien voor 30 auto’s.
In 1975 werd zij alleen nog gebruikt  in de zomerweek-ends en voor speciale reizen. In 1978 werd het schip verkocht aan de Panamese maatschappij Taif Compania Naviera S.A. en verliet Oostende op 10 maart 1978 met bestemming Piraeus in Griekenland onder de nieuwe naam Njad voor Najd shipping co Saudi Arabië. In 1986 kreeg het bij dezelfde maatschappij de naam Najd I. Het werd afgebroken in Pakistan in 1987 op het strand van Gadani.